# Бобанич, Тарас Николаевич
Тара́с Никола́евич Боба́нич (укр. Тарас Миколайович Бобанич, позывной — Хаммер; 15 марта 1989, Трускавец — 8 апреля 2022, Вернополье) — украинский военнослужащий, младший лейтенант, участник российско-украинской войны. Герой Украины (12 апреля 2022, посмертно).

## Биография
Тарас Бобанич родился 15 марта 1989 года в городе Трускавец Львовской области. Окончил в 2006 году Стрыйскую общеобразовательную школу № 9. в 2011 году окончил юридический факультет Львовского государственного университета внутренних дел, где получил профессию по специальности «Правоведение».
Работал юристом в ТзОВ «Юридическая компания „Де Лекс“» в 2011—2015 годах. Член партии «Правый сектор» и руководитель львовского областного отделения «Правого сектора». Активно участвовал в революции достоинства. Баллотировался на внеочередных выборах народных депутатов Украины 2014 года.
С июля 2014 года — командир 2-го запасного батальона добровольческого украинского корпуса «Правый сектор», который в феврале 2016 года, согласно приказу командира ДУК ПС, переформирован во 2-ю резервную сотню ДУК ПС. Участвовал в боевых действиях на Донбассе.
В 2015 году был одним из координаторов акции «Гражданская блокада Крыма» товарной блокады административной границы с временно оккупированным полуостровом Крым.
30 ноября 2019 года назначен заместителем командира дук пс по вопросам деятельности резервных подразделений.
В 2020 году был избран членом руководства национально-освободительного движения «Правый сектор».
В словесном арсенале Тараса Бобанича «Хаммера» была одна из его легендарных фраз: «За этот плач детей оправдание может быть только одно — тотальная победа».
Участвовал в военно-патриотическом воспитании молодёжи.
Погиб 8 апреля 2022 года в бою против российских войск во время выполнения боевого задания подразделением у села Вернополье (Харьковская область), прикрыв собой побратимов.
Похоронен 13 апреля 2022 года на Лычаковском кладбище во Львове.

## Награды
- Звание «Герой Украины» с удостоением ордена «Золотая Звезда» (24 августа 2022, посмертно) — за личное мужество и героизм, проявленные в защите государственного суверенитета и территориальной целостности Украины, верность военной присяге[5].

## Память
- Решением исполнительного комитета Львовского городского совета от 29 сентября 2022 года улица Короленко во Львове переименована в ул. Тараса Бобанича[6]. Во Львове также установят памятную таблицу Тарасу Бобаничу на фасаде Львовского государственного университета внутренних дел на ул. Городоцкой. Соответствующее решение 22 февраля 2023 года утвердил исполнительный комитет Львовского городского совета[7].

- 28 ноября 2022 года в Полтаве по ул. Соборности, 5 открыли мемориальную таблицу-барельеф в честь Героя Украины Тараса Бобанича «Хаммера»[8].

- 6 декабря 2022 года в Стрые открыли аллею имени Героя Тараса Бобанича «Хаммера». Ранее на фасаде Стрыйского лицея (бывшая Стрыйская общеобразовательная школа № 9), где воин учился, открыли ему памятную таблицу, а учебному заведению присвоили имя Тараса Бобанича[9].

- 23 февраля 2023 года во Львове на фасаде главного корпуса Львовского ГУВД, где учился Тарас Бобанич установили мемориальную таблицу[10].

- 28 июня 2023 года во Львове в Институте права Университета внутренних дел открыли мемориальную таблицу в честь командира 2-го батальона ДУК «Правый сектор», Героя Украины Тараса Бобанича «Хаммера»[11].

- В городе Яготин улицу Толбухина переименовали в улицу Тараса Бобанича.

- В апреле 2024 года в городе Харьков улицу Смольную переименовали в улицу Тараса Бобанича[12][13].